# Карюг (посёлок)
Карюг — посёлок в Кичменгско-Городецком районе Вологодской области.
Входит в состав Енангского сельского поселения (с 1 января 2006 года по 1 апреля 2013 года входил в Верхнеентальское сельское поселение), с точки зрения административно-территориального деления — в Верхнеентальский сельсовет.
Расстояние до районного центра Кичменгского Городка по автодороге составляет 120 км, до центра муниципального образования Нижнего Енангска по прямой — 45 км. Ближайший населённый пункт — Малая Княжая.
Население по данным переписи 2002 года — 110 человек (57 мужчин, 53 женщины). Всё население — русские.